# Municipio de Marathon
El municipio de Marathon (en inglés: Marathon Township) es un municipio ubicado en el condado de Lapeer en el estado estadounidense de Míchigan. En el año 2010 tenía una población de 4568 habitantes y una densidad poblacional de 51,21 personas por km².

## Geografía
El municipio de Marathon se encuentra ubicado en las coordenadas 43°11′34″N 83°23′53″O / 43.19278, -83.39806. Según la Oficina del Censo de los Estados Unidos, el municipio tiene una superficie total de 89.21 km², de la cual 85.09 km² corresponden a tierra firme y (4.62%) 4.12 km² es agua.

## Demografía
Según el censo de 2010, había 4568 personas residiendo en el municipio de Marathon. La densidad de población era de 51,21 hab./km². De los 4568 habitantes, el municipio de Marathon estaba compuesto por el 96.37% blancos, el 0.31% eran afroamericanos, el 0.81% eran amerindios, el 0.13% eran asiáticos, el 0.02% eran isleños del Pacífico, el 0.9% eran de otras razas y el 1.47% pertenecían a dos o más razas. Del total de la población el 2.96% eran hispanos o latinos de cualquier raza.